# Ifeia africanus
Ifeia africanus är en insektsart som beskrevs av Carl Stål 1854. Ifeia africanus ingår i släktet Ifeia och familjen dvärgstritar. Inga underarter finns listade i Catalogue of Life.